# Þórðarfoss
Þórðarfoss (che in lingua islandese significa: cascata del fiume Þórðara) è una cascata alta 80 metri, nella regione del Suðurland, la parte meridionale dell'Islanda.

## Descrizione
La cascata è situata nei pressi di Hvolsvöllur. A Fljótshlíð il fiume Þórðara, che viene alimentato dall'acqua di fusione del ghiacciaio Tindfjallajökull, cade con un salto di circa 80 metri da una parete rocciosa formatasi in seguito a un'eruzione vulcanica. Il fiume prosegue poi il suo corso in direzione ovest e va a confluire nel Þverá e non nel Markarfljót, che è il più importante corso d'acqua della zona. 
A circa 250 metri di distanza a est si trova la cascata Merkjárfoss.
Secondo la tradizione, qui è sepolto Gunnar Hlíðarendi, uno dei personaggi principali della saga di Njáll.

## Accesso
Dalla Hringvegur, la grande strada panoramica che contorna l'interna isola, nei pressi di Hvolsvöllur si prende la strada S261 Fljótshlíðarvegur, e si prosegue verso est per 17 km fino a Fljótshlíð. La cascata è visibile dalla strada.